# جيك بارتون
جيك بارتون (بالإنجليزية: Jacob Barton)‏ هو مصمم أمريكي، ولد في 7 نوفمبر 1972 في بروكلين في الولايات المتحدة.